# ISO 3166-2:SV

کشورهایی که در حوزه کد ISO 3166-2:SV کار می کنند

کد ISO 3166-2:SV بخشی از استاندارد ایزو ۳۱۶۶ برای کشور السالوادور است که توسط سازمان بین‌المللی استانداردسازی ISO تنظیم شده‌است این سازمان، کدهای استاندارد را برای تقسیمات کشوری (ایالت‌ها یا استان‌های) کشورهای فهرست شده در استاندارد ایزو ۳۱۶۶-۱ تعریف می‌کند.
هر کد شامل دو بخش می‌گردد که توسط علامت - جدا می‌گردند.
- بخش نخست SV که در ایزو ۳۱۶۶-۱ آلفا-۲ کد کشور السالوادور است.
- بخش دوم شامل یک یا دو یا سه حرف است که بیان‌کننده استان یا ایالت کشور السالوادور می‌باشد.

## کدها
| کدها  | بخش                                  |
| ----- | ------------------------------------ |
| SV-AH | بخش اهواچوپان                        |
| SV-CA | Cabañas Department                   |
| SV-CU | Cuscatlán Department                 |
| SV-CH | Chalatenango Department              |
| SV-LI | La Libertad Department (El Salvador) |
| SV-PA | La Paz Department (El Salvador)      |
| SV-UN | La Unión Department                  |
| SV-MO | Morazán Department                   |
| SV-SM | San Miguel Department (El Salvador)  |
| SV-SS | San Salvador Department              |
| SV-SA | Santa Ana Department                 |
| SV-SV | San Vicente Department               |
| SV-SO | Sonsonate Department                 |
| SV-US | Usulután Department                  |